# 恵比寿マスカッツ
恵比寿マスカッツ（えびすマスカッツ）は、日本のAV女優やグラビアアイドル・モデルなどの多業種のタレントで構成された女性アイドルグループ。

## 概要
2008年4月、テレビ東京の深夜バラエティ番組『おねがい!マスカット』レギュラーで結成された（この時点では1期生のみ）。後番組『おねだり!!マスカット』より2期生・3期生が参加し、続いて『ちょいとマスカット!』で4期生、さらに『おねだりマスカットDX!』では5期生・6期生、『おねだりマスカットSP!』では7期生・8期生・9期生が参加する等、頻繁に卒業、新規加入、復帰等のメンバーチェンジを繰り返しながらも2013年4月7日まで引継がれた。第一期恵比寿マスカッツメンバーから巣立ったメンバーの総数は81人、この項目ではレギュラー番組外の活動について記述する。レギュラー番組内のエピソードに関しては、それぞれの番組の項目参照。
ユニット名にある「恵比寿」の由来は、番組の総合演出を手がけるマッコイ斎藤が代表を務める笑軍様の最寄駅が恵比寿駅であることから。また、「マスカッツ」の由来は「深夜をスカッとさせる」という番組コンセプトを文字った「マスカット」を複数形に変換させたものである。
番組を降板すると同時に恵比寿マスカッツからも脱退することになるが、降板の仕方が2通りある。番組内で卒業式や卒業の報告があり降板したメンバーの中には、その後OGとして番組に出演したり復帰する者もいる。番組内で卒業の報告をする機会がないまま降板したメンバーは、番組や恵比寿マスカッツの公式サイトからも急に名前が消えるため、番組改編期（4月・10月）以外の時期に降板した元メンバーはいつ辞めたのかがわかり難く、番組に数週間出演しなかったり降板したタレントのブログで脱退が発覚することがよくある。また番組内では欠席があったり欠席の後に復帰するメンバーもいる。
マスカッツOGメンバーについては3rdシングル以降の歌詞カードの「SpecialThanks」の項目に記載されており、過去のCDシングルに参加した元メンバー全員をOGメンバーとして名前を載せている。理由は不明だが4thシングルの歌詞カードのOGメンバーの一覧から「美咲みゆ」の名前だけが消えており、その後発売された1stアルバムには「美咲みゆ」の名前は載っている。
- 初代リーダーを蒼井そら（2008年4月7日 - 2010年3月29日）、2代目リーダーを麻美ゆま（2010年4月7日 - 2012年3月7日）、3代目リーダーを希志あいの（2012年3月7日 - 2013年4月7日）が務めた。
- 7期生の篠原冴美が命名し、ファンの愛称並びメンバーを含め「マスファミ（マスカッツファミリー）」と呼ぶ。
- 「私達、恵比寿マスカッツです」とグループの自己紹介をしたあとメンバーが1人ずつ自己紹介をすることが多い。
- ライブ時のアンコールを「ワンチャンス」とコールする。
- 最後に会場の全員で番組のタイトルコールをしてライブが終了する。
- 基本的なモットーは「「(朗らかに)、清く、エロく、美しく。」である。[3]
- 恵比寿マスカッツはスタッフと連絡先を交換してはいけないという不文律が存在する。[4]

マスカッツ以前にもテレビ地上波に出るAV女優はいたが、おしなべてお色気担当枠であり、バラエティ番組での汚れ役や集団芸など、お色気以外で認知させた初のグループともいわれる。また当時はAV業界と芸能界、テレビ界の業界ルールの差異もあり、総合演出のマッコイ斎藤がグループメンバーに最初に叩き込んだのが「あいさつ」だったという逸話も残る。番組放送開始から約2年後に音楽活動を本格開始する。

## 年譜

### 2008年
- 4月7日、『おねがい!マスカット』放送開始。恵比寿マスカッツ結成。

### 2009年
- 3月30日、『おねがい!マスカット』放送終了。
- 4月6日、『おねだり!!マスカット』放送開始。2期生が加入。
- 4月20日、『おねだり!!マスカット』第3回放送にて初のオリジナルソング「バナナ・マンゴー・ハイスクール」初披露。
- 10月5日、3期生が加入。

### 2010年
- 2月17日、1stシングルCD「バナナ・マンゴー・ハイスクール/12の34で泣いて with 涙四姉妹」発売。オリコン週間シングルチャート8位を獲得した。
- 2月20日、1日限りのCDデビュープレミアムイベントを開催（代官山UNIT）。イベント当日の売上は5位だった。
- 3月29日、『おねだり!!マスカット』放送終了。最終回にて、卒業式が執り行われる。全メンバーが番組の経費削減とギャラ問題で卒業。
- 4月7日、『ちょいとマスカット!』放送開始。この番組からリニューアルという名目で4期生が加入。蒼井に代わり、麻美が新リーダーに就任する。麻美・安藤・KONAN・吉沢・Rio・希崎・桜木・かすみ果が復帰。なお4期生の永瀬は恵比寿マスカッツグループおよび第一期恵比寿マスカッツの最年長メンバーとしての加入である。
- 4月28日、小川・かすみり・西野・初音が復帰。
- 7月7日、SDN48へ加入のため、KONANが卒業。
- 7月7日、2ndシングル「OECURA MAMBO/私マンボー」発売。オリコン週間シングルチャート14位を獲得した。SHIBUYA-AXでのコンサート当日の売上はデイリー3位だった。
- 7月10日、1stコンサート『恵比寿マスカッツ殺人事件〜歌って踊って殺されて〜』をSHIBUYA-AXで開催。
- 9月29日、『ちょいと!マスカット』放送終了。
- 10月6日、『おねだりマスカットDX!』放送開始。5期生が加入。同時に蒼井・山口・小倉・川村えな・永作が復帰。
- 12月8日、3rdシングル「チヨコレイト/かわいい甲子園」発売。オリコン週間シングルチャート17位を獲得した。Zepp Tokyoでのコンサート当日の売上はデイリー2位だった。
- 12月9日、DMM.comより公式ファンクラブ設立。『裏マスカッツ』配信開始。

### 2011年
- 3月14日、東北地方太平洋沖地震（東日本大震災）の影響により、3月19日開催予定だった『DMM.com Presents 恵比寿マスカッツ3rdコンサート〜お花畑でロックンロール in 渋谷〜』の開催中止を公式に発表。
- 3月16日、4thシングル「スプリングホリデー/口ゲンカしないで♪」発売。オリコン週間シングルチャート28位を獲得した。デイリー最高は14位だった。
- 4月6日、6期生が加入。
- 5月25日、1stアルバム「ザ マスカッツ〜ハリウッドからこんにちは〜」発売。オリコン週間アルバムチャート17位を獲得した。デイリー最高は4位だった。
- 6月2日、1stアルバム発売記念『そうだ!タワレコ行こう』をタワーレコード渋谷店で開催。
- 6月29日、佐山が復帰。
- 6月30日、公式サイト開設。
- 7月2日、かすみりさが卒業。
- 8月5日、『金曜の8時恵比寿 マスカットーク!』配信開始。
- 8月19日、出演予定だった 『FREEDOMMUNE 0＜ZERO＞』が、豪雨の影響により中止。
- 9月21日、織井が卒業。
- 9月28日、『おねだりマスカットDX!』放送終了。
- 10月5日、『おねだりマスカットSP!』放送開始。7期生が加入。ブラックマスカッツ登場。
- 10月12日、5thシングル「ロッポンポン☆ファンタジー」発売。オリコン週間シングルチャート8位を獲得した。デイリー最高は2位だった。

### 2012年
- 2月17日、『真夜中は別の顔×Camy!Bar』をArcHで開催。
- 3月7日、リーダーの任期満了（2年）に伴い、麻美が退任。麻美とスタッフの総意により希志が3代目リーダーに選出される。
- 3月28日、6thシングル「ハニーとラップ♪」発売。オリコン週間シングルチャート13位を獲得した。デイリー最高は6位だった。それと同時にブラックマスカッツの活動を終了。
- 3月、日本のAVはタイで大人気であり、恵比寿マスカッツはタイで絶大な人気を誇るが、タイ政界の実力者がソンクラーンの「水かけ祭り」に恵比寿マスカッツを招くと表明し、タイ各紙が大きく報じた[6]。
- 4月1日、公式ファンクラブ『私立バナナ・マンゴー・ハイスクール』開校。
- 4月4日、8期生が加入。
- 5月2日、ラジオ番組『恵比寿マスカッツのRADIOもおねだりマスカット』（InterFM）が放送開始。
- 6月27日、7thシングル「親不孝ベイベー」発売。オリコン週間シングルチャート8位を獲得した。デイリー最高は5位だった。
- 10月6日、9期生として希島あいりが加入。
- 10月31日、8thシングル「逆走♡アイドル」発売[7]。オリコン週間シングルチャート7位を獲得した。デイリー最高は5位だった。
- 12月16日、『中野サンプラザホール』で行われたライブで2013年春に解散することを発表[8][9]。

### 2013年
- 3月6日、9thシングル「ABAYO」発売。オリコン週間シングルチャート22位を獲得した。デイリー最高は14位だった。
- 3月30日、『おねだりマスカットSP!』放送終了。第一世代のマスカットシリーズ5年間の歴史に幕を閉じた。
- 4月3日、2ndアルバム「卒業アルバム」発売。オリコン週間アルバムチャート8位を獲得した。デイリー最高は3位だった。
- 4月7日、舞浜アンフィシアターで行われた。解散コンサート『女の花道〜卒業式〜』にて現役メンバー30人全員が卒業、通算81人による5年間の第一期恵比寿マスカッツとしての活動を終えた。「マスカッツを愛してくれた全ての人たちに感謝」と運営側はこう結んでいる。

### 2022年
- 5月、「初代マスカッツ」として恵比寿マスカッツ10周年ライブ（EX THEATER ROPPONGI）で限定復活が発表[10]。メンバーは蒼井そら・麻美ゆま・小川あさ美・初音みのり・吉沢明歩・安藤あいか・川村りか・小倉遥・川村えな・永作あいり・山口愛実・かすみ果穂・希志あいの・瑠川リナ・児玉菜々子・栗山夢衣・里美ゆりあ・推川ゆうり・篠原冴美・結夜・坂本りおんが出演[11]。

## メンバー

### 解散時のメンバー
| 名前         | よみ              | 衣装の色 （解散時点） | 加入期 | 所属事務所(解散時点)       | 加入日         | 卒業日       | 備考(解散時点) |
| ------------ | ----------------- | --------------------- | ------ | -------------------------- | -------------- | ------------ | --- |
| 蒼井そら     | あおい そら       | 黄緑色                | 1期    | プライムエージェンシー     | 2008年4月7日   | 2013年4月7日 | 初代リーダー（2008年4月7日〜2010年3月29日） 2010年3月29日、脱退 2010年10月6日、復帰 2017年10月4日、恵比寿マスカッツ1.5のPTAとして番組に復帰 |
| 麻美ゆま     | あさみ ゆま       | 黄色                  | 1期    | アリュール                 | 2008年4月7日   | 2013年4月7日 | 2代目リーダー（2010年4月7日〜2012年3月7日） 2017年10月4日、恵比寿マスカッツ1.5のPTAとして番組に復帰                                         |
| 小川あさ美   | おがわ あさみ     | 桃色                  | 1期    | サンプロ                   | 2008年4月7日   | 2013年4月7日 | |
| 佐山愛       | さやま あい       | 桃色                  | 1期    | プライムエージェンシー     | 2008年5月19日  | 2013年4月7日 | 2010年3月29日、脱退 2011年6月29日、復帰 |
| 西野翔       | にしの しょう     | 水色                  | 1期    | プライムエージェンシー     | 2008年4月7日   | 2013年4月7日 | |
| 初音みのり   | はつね みのり     | 水色                  | 1期    | ティアラ                   | 2008年4月7日   | 2013年4月7日 | |
| 吉沢明歩     | よしざわ あきほ   | 桃色                  | 1期    | アイナ                     | 2008年4月7日   | 2013年4月7日 | 2代目サブリーダー |
| Rio          | りお              | 水色                  | 1期    | ティーパワーズ             | 2008年4月7日   | 2013年4月7日 | 2017年10月4日、恵比寿マスカッツ1.5のPTAとして番組に復帰、初代サブリーダー                                                                   |
| 安藤あいか   | あんどう あいか   | 黄色                  | 1期    | ニューゲートプロダクション | 2008年4月7日   | 2013年4月7日 | |
| 川村りか     | かわむら りか     | 黒色                  | 1期    | ニューゲートプロダクション | 2008年4月7日   | 2013年4月7日 | 2010年3月29日、脱退 2011年10月5日、BMSリーダーとして番組に復帰 2012年3月7日、メンバーに復帰                                                 |
| 希崎ジェシカ | きざき じぇしか   | 黄緑色                | 2期    | Duoエンターテイメント      | 2009年5月4日   | 2013年4月7日 | 3代目サブリーダー |
| 桜木凛       | さくらぎ りん     | 水色                  | 2期    | プライムエージェンシー     | 2009年4月6日   | 2013年4月7日 | |
| 小倉遥       | おぐら はるか     | 黄緑色                | 2期    | ヴァーテックス             | 2009年4月6日   | 2013年4月7日 | 2010年3月29日、脱退 2010年10月6日、復帰 |
| 川村えな     | かわむら えな     | 黄色                  | 2期    | ニューゲートプロダクション | 2009年4月6日   | 2013年4月7日 | 2010年3月29日、脱退 2010年10月6日、復帰 |
| 永作あいり   | ながさく あいり   | 黄緑色                | 2期    | エスピーワン               | 2009年4月6日   | 2013年4月7日 | 2010年3月29日、脱退 2010年10月6日、復帰 |
| 山口愛実     | やまぐち まなみ   | 黄色                  | 2期    | アヴィラ                   | 2009年4月6日   | 2013年4月7日 | 2010年3月29日、脱退 2010年10月6日、復帰 |
| かすみ果穂   | かすみ かほ       | 水色                  | 3期    | ロータスグループ           | 2009年10月5日  | 2013年4月7日 | |
| 希志あいの   | きし あいの       | 黄色                  | 4期    | Duoエンターテイメント      | 2010年4月7日   | 2013年4月7日 | 3代目リーダー(2012年3月7日〜2013年4月7日)                                                                                                   |
| 瑠川リナ     | るかわ りな       | 桃色                  | 4期    | エルプロモーション         | 2010年4月7日   | 2013年4月7日 | |
| 児玉菜々子   | こだま ななこ     | 桃色                  | 4期    | ファンタスター             | 2010年4月7日   | 2013年4月7日 | |
| 山中絢子     | やまなか あやこ   | 水色                  | 4期    | ワンエイトプロモーション   | 2010年4月7日   | 2013年4月7日 | |
| 栗山夢衣     | くりやま むい     | 桃色                  | 5期    | アット・エンターテイメント | 2010年11月17日 | 2013年4月7日 | |
| 里美ゆりあ   | さとみ ゆりあ     | 黄緑色                | 6期    | ティーパワーズ             | 2011年4月6日   | 2013年4月7日 | |
| 推川ゆうり   | おしかわ ゆうり   | 黄緑色                | 7期    | ジュエルプロモーション     | 2011年10月5日  | 2013年4月7日 | 2013年2月2日放送分より「押川唯香」から改名                                                                                                  |
| 篠原冴美     | しのはら さえみ   | 黄色                  | 7期    | ワンエイトプロモーション   | 2011年10月5日  | 2013年4月7日 | |
| 結夜         | ゆい              | 桃色                  | 7期    | FUNIT!エンタテーテイメント | 2011年10月5日  | 2013年4月7日 | |
| 坂本りおん   | さかもと りおん   | 黒色                  | 7期    | アット・エンターテイメント | 2012年3月7日   | 2013年4月7日 | BMSとして番組登場後、メンバー入り |
| 春菜はな     | はるな はな       | 水色                  | 8期    | テスター                   | 2012年4月4日   | 2013年4月7日 | |
| 安城アンナ   | あんじょう あんな | 黄色                  | 8期    | サンプロ                   | 2012年4月4日   | 2013年4月7日 | |
| 希島あいり   | きじま あいり     | 水色                  | 9期    | Duoエンターテイメント      | 2012年10月6日  | 2013年4月7日 | 2020年3月31日、恵比寿マスカッツのメンバーとして復帰                                                                                         |

### 解散前のメンバー
| 名前       | よみ            | 衣装の色 （脱退時点） | 加入期 | 所属事務所(脱退時点)               | 加入日         | 脱退日         | 備考                                                                                          |
| ---------- | --------------- | --------------------- | ------ | ---------------------------------- | -------------- | -------------- | --------------------------------------------------------------------------------------------- |
| あのあるる | あのあるる      | 黄色                  | 1期    | プライムエージェンシー             | 2008年4月7日   | 2008年6月3日   |                                                                                               |
| Ami        | あみ            | 黄色                  | 1期    | イオンプロモーション               | 2008年6月9日   | 2008年8月18日  |                                                                                               |
| 小澤マリア | おざわ まりあ   | 白色                  | 1期    | ティーパワーズ                     | 2008年4月7日   | 2008年4月14日  |                                                                                               |
| かすみりさ | かすみりさ      | 水色                  | 1期    | テスター                           | 2008年4月7日   | 2011年6月29日  | 2011年7月2日、野音コンサートで卒業                                                            |
| くるみひな | くるみひな      | 肌色                  | 1期    | ティーパワーズ                     | 2008年4月7日   | 2008年5月12日  |                                                                                               |
| 杉原桃花   | すぎはら ももか | 桃色                  | 1期    | マークスプラス                     | 2008年6月9日   | 2008年6月16日  |                                                                                               |
| 藤浦めぐ   | ふじうら めぐ   | 水色                  | 1期    | ティーパワーズ                     | 2008年11月17日 | 2010年3月29日  |                                                                                               |
| 水玉レモン | みずたま れもん | 桃色                  | 1期    | プライムエージェンシー             | 2008年5月19日  | 2008年11月10日 |                                                                                               |
| みひろ     | みひろ          | 水色                  | 1期    | m-voice                            | 2008年4月21日  | 2010年3月29日  | 2017年10月4日、恵比寿マスカッツ1.5のメンバーとして復帰                                        |
| 恵けい     | めぐみ けい     | 水色                  | 1期    | Duoエンターテイメント              | 2008年11月17日 | 2010年1月11日  |                                                                                               |
| モカ       | もか            | 青緑色                | 1期    | 名東                               | 2008年4月7日   | 2008年5月12日  |                                                                                               |
| 桃瀬えみる | ももせ えみる   | 桃色                  | 1期    | プロダクションオフィスブーム       | 2008年4月7日   | 2008年5月12日  |                                                                                               |
| 片岡さき   | かたおか さき   | 水色                  | 1期    | ティーパワーズ                     | 2008年4月7日   | 2008年12月8日  |                                                                                               |
| KONAN      | こなん          | 黄色                  | 1期    | ワンエイトプロモーション           | 2008年5月19日  | 2010年7月7日   | 2010年7月7日、SDN48加入により卒業                                                             |
| 庄司ゆうこ | しょうじ ゆうこ | 水色                  | 1期    | エヌアンドエスプロモーション       | 2008年4月7日   | 2009年3月30日  |                                                                                               |
| 夏実かほ   | なつみ かほ     | 黄色                  | 1期    | スタイルコーポレーション           | 2008年4月7日   | 2008年5月12日  |                                                                                               |
| 花園うらら | はなぞの うらら | 桃色                  | 1期    | バカラ                             | 2008年4月7日   | 2008年8月18日  | 2008年6月9日放送より、西園桃子から改名                                                        |
| 若杉夏希   | わかすぎ なつき | 赤色                  | 1期    | ラウンドワンエンターテイメント     | 2008年4月7日   | 2008年4月28日  |                                                                                               |
| 上原カエラ | うえはら かえら | 黄色                  | 2期    | RIZE-CUBIC                         | 2009年4月20日  | 2010年3月29日  | 2010年7月10日、AXコンサートで引退                                                             |
| 美咲みゆ   | みさき みゆ     | 黄色                  | 2期    | サーカスエンターテイメント         | 2009年4月6日   | 2010年3月29日  |                                                                                               |
| 月見栞     | つきみ しおり   | 黄色                  | 2期    | プライムエージェンシー             | 2009年4月6日   | 2009年6月1日   |                                                                                               |
| 桜井こずえ | さくらい こずえ | 黄色                  | 2期    | ヴァーテックス                     | 2009年4月6日   | 2009年6月1日   |                                                                                               |
| 戸田れい   | とだ れい       | 水色                  | 2期    | NASAエンターテインメント           | 2009年4月6日   | 2009年6月1日   |                                                                                               |
| ユリサ     | ゆりさ          | 黄色                  | 2期    | ホリ・エージェンシー               | 2009年4月6日   | 2009年8月10日  |                                                                                               |
| 桐原エリカ | きりはら えりか | 桃色                  | 3期    | バンビプロモーション               | 2009年10月5日  | 2010年3月29日  |                                                                                               |
| 桜ここみ   | さくら ここみ   | 黄色                  | 3期    | ティーパワーズ                     | 2009年10月5日  | 2010年3月29日  |                                                                                               |
| 桐野澪     | きりの みお     | 桃色                  | 3期    | アヴィラ                           | 2009年10月5日  | 2009年10月5日  |                                                                                               |
| 阿川のぞみ | あがわ のぞみ   | 白色                  | 4期    | エヌPRO                            | 2010年4月7日   | 2010年6月2日   |                                                                                               |
| 一条真央   | いちじょう まお | 黄色                  | 4期    | エヌPRO                            | 2010年4月7日   | 2011年5月4日   |                                                                                               |
| 桜花えり   | おうか えり     | 桃色                  | 4期    | プロダクションオフィスブーム       | 2010年4月7日   | 2010年9月29日  |                                                                                               |
| 織井遙菜   | おりい はるな   | 桃色                  | 4期    | エヌアンドエスプロモーション       | 2010年4月7日   | 2011年9月21日  | 2011年9月21日の放送で料理教室を開く夢をかなえるために卒業                                     |
| 栗林里莉   | くりばやし りり | 黄色                  | 4期    | ジャパントータルプロモーション     | 2010年4月7日   | 2010年9月29日  |                                                                                               |
| 芝田翔生子 | しばた しょうこ | 黄色                  | 4期    | アーティストボックス               | 2010年4月7日   | 2010年9月29日  |                                                                                               |
| 林田ゆりあ | はやしだ ゆりあ | 黄色                  | 4期    | エヌPRO                            | 2010年4月7日   | 2011年5月4日   |                                                                                               |
| 福西菜月   | ふくにし なつき | 桃色                  | 4期    | エヌPRO                            | 2010年4月7日   | 2012年3月31日  | 2011年8月17日放送より、凛々果から改名                                                         |
| 藤崎あかね | ふじさき あかね | 白色                  | 4期    | ワンエイトプロモーション           | 2010年4月7日   | 2010年6月2日   |                                                                                               |
| 永瀬ゆみ   | ながせ ゆみ     | 桃色                  | 4期    | FRESH PROMOTION                    | 2010年4月28日  | 2011年5月4日   | 恵比寿マスカッツグループおよび現メンバー最年長                                                |
| 優希まこと | ゆうき まこと   | 桃色                  | 4期    | ロゼオプロモーション               | 2010年7月7日   | 2010年9月29日  |                                                                                               |
| 横山美雪   | よこやま みゆき | 水色                  | 5期    | FUNIT!エンターテイメント           | 2010年10月6日  | 2011年5月4日   |                                                                                               |
| 園田真紀   | そのだ まき     | 黄緑色                | 5期    | スピリットウォーカープロダクション | 2010年10月6日  | 2011年5月4日   |                                                                                               |
| 天海つばさ | あまみ つばさ   | 黄色                  | 6期    | DINO                               | 2011年4月6日   | 2011年6月8日   |                                                                                               |
| 原田明絵   | はらだ あきえ   | 黄色                  | 6期    | ディーバプロモーション             | 2011年4月6日   | 2011年7月13日  |                                                                                               |
| ましろ杏   | ましろ あん     | 黄色                  | 6期    | マークスジャパン                   | 2011年4月6日   | 2011年6月8日   |                                                                                               |
| 渚ことみ   | なぎさ ことみ   | 桃色                  | 6期    | バンビプロモーション               | 2011年4月6日   | 2011年4月27日  |                                                                                               |
| 源みいな   | みなもと みいな | 黄色                  | 6期    | プライムエージェンシー             | 2011年7月20日  | 2011年9月7日   |                                                                                               |
| 大橋沙代子 | おおはし さよこ | 黒色                  | 7期    | ファンタスター                     | 2012年3月7日   | 2012年6月20日  | BMSサブリーダーとして番組登場後、メンバー入り。「親不孝ベイベー」のCDジャケット及びPVまで参加 |
| 朝川ことみ | あさかわ ことみ | 黒色                  | 7期    | アヴィラ                           | 2011年10月5日  | 2012年2月29日  | BMSメンバー                                                                                   |
| 岡本唯     | おかもと ゆい   | 黒色                  | 7期    | RISING SUN                         | 2011年10月5日  | 2012年2月29日  | BMSメンバー                                                                                   |
| 金城真央   | かねしろ まお   | 黒色                  | 7期    | アライブエンタテインメント         | 2011年10月5日  | 2012年2月29日  | BMSメンバー                                                                                   |
| 北條まみ   | ほうじょう まみ | 黒色                  | 7期    | プラチナム・パスポート             | 2011年10月5日  | 2012年2月29日  | BMSメンバー                                                                                   |
| 水樹うるは | みずき うるは   | 水色                  | 8期    | スターワールドエージェンシー       | 2012年4月4日   | 2012年6月20日  | 「親不孝ベイベー」のCDジャケットまで参加、現メンバー最年少                                    |

## ユニット編成

### かわいい甲子園によるユニット
マスカットシリーズ番組内の人気コーナー「かわいい甲子園」において編成されたユニット。高校野球をモチーフに、架空の高等学校の名称がユニット名に当てられる。
『おねだり!!マスカット』の第15回放送以降は、不定期に行われるドラフト会議によりユニット編成がされることになった。過去発売されたシングルCDのうち、2枚にはここで決められたユニットごとの楽曲バージョンも収録されている。
第1回 春のセンバツかわいい甲子園（『おねがい!マスカット』第46回放送）でのユニット編成
- 蒼井かわいい実業高校
  - 蒼井・Rio・小川・西野・KONAN・恵・みひろ・初音

- 川村かわいい学院
  - りか・麻美・りさ・佐山・吉沢・安藤・庄司・藤浦

第2回 春のセンバツかわいい甲子園（『おねがい!マスカット』第49回放送）でのユニット編成
- Rioかわいいハイスクール
  - Rio・みひろ・吉沢・麻美・小川・藤浦・西野・恵

- 大阪KONANかわいい工業高校
  - KONAN・蒼井・りさ・りか・初音・佐山・安藤・庄司

第3回 春のセンバツかわいい甲子園（『おねだり!!マスカット』第2回放送）でのユニット編成
- 蒼井かわいい農業高校（1期生）
  - 蒼井・みひろ・吉沢・Rio・初音・KONAN・藤浦・麻美・西野

- 月見かわいい音楽学院（2期生）
  - 月見・山口・ユリサ・美咲・永作・小倉・桜木・えな・桜井

第4回 かわいい甲子園（『おねだり!!マスカット』第9回放送）でのユニット編成
- 吉沢かわいい女学院
  - 吉沢・みひろ・麻美・Rio・藤浦・桜木・西野・上原・希崎

- 初音かわいい水産高校
  - 初音・安藤・KONAN・蒼井・ユリサ・りさ・美咲・永作・小川

第1回 かわいい甲子園ドラフト会議（『おねだり!!マスカット』第15回放送）以降のユニット編成
このユニット編成にて、第5回 夏のかわいい甲子園・第6回 夏のかわいい甲子園を対戦した。
- 蒼井かわいい農業高校
  - 蒼井・麻美・美咲・希崎・KONAN・ユリサ・西野・恵

- Rioかわいいハイスクール
  - Rio・みひろ・山口・藤浦・上原・りさ・永作・安藤

- 初音かわいい水産高校
  - 初音・吉沢・桜木・小倉・佐山・えな・りか・小川

|            | 蒼井かわいい農業高校 | Rioかわいいハイスクール | 初音かわいい水産高校 |
| ---------- | -------------------- | ----------------------- | -------------------- |
| 顔部門     | 麻美ゆま             | みひろ                  | 吉沢明歩             |
| 声部門     | 美咲みゆ             | 山口愛美                | 桜木凛               |
| しぐさ部門 | 希崎ジェシカ         | 藤浦めぐ                | 小倉遥               |
| センス部門 | KONAN                | 上原カエラ              | 佐山愛               |
| 性格部門   | ユリサ               | かすみりさ              | 川村えな             |
| 野次部門   | 西野翔               | 永作あいり              | 川村りか             |
| バカ部門   | 恵けい               | 安藤あいか              | 小川あさ美           |
第7回 秋のトーナメント決定戦 かわいい甲子園（『おねだり!!マスカット』第29回放送）以降のユニット編成
蒼井かわいい農業高校が廃校になり、新たにかすみかわいい教育学院が誕生した。基本メンバーはそのまま移行。このユニット編成にて、第7回 秋のトーナメント決定戦 かわいい甲子園、第8回 かわいい甲子園 クリスマス大会、第9回 かわいい甲子園 バレンタイン・トーナメント決定戦を対戦した。1stシングルCD「バナナ・マンゴー・ハイスクール」には通常盤のほか、ここでのユニットごとの特別盤も発売されており、それぞれにそのユニット別バージョンの楽曲が収録されている。
- かすみかわいい教育学院
  - かすみ果・蒼井・麻美・美咲・希崎・KONAN・ユリサ・西野・恵（第8回かわいい甲子園後に脱退。CDには参加していない）

- Rioかわいいハイスクール
  - Rio・みひろ・山口・藤浦・上原・りさ・永作・安藤・桐原

- 初音かわいい水産高校
  - 初音・吉沢・桜木・小倉・佐山・えな・りか・小川・桜

第10回 春のセンバツ かわいい甲子園（『ちょいとマスカット!』第2回放送）でのユニット編成
1〜3期生 VS 4期生・新旧対決のための暫定的なユニット。
- 麻美ハツラツ女子短大付属高校（1 - 3期生）
  - 麻美・桜木・吉沢・Rio・果穂・KONAN・希崎・安藤

- 新人ちょいかわいいハイスクール（4期生）
  - 山中・児玉・希志・瑠川・栗林・一条・織井・桜花・阿川・藤崎・凛々果・林田・芝田

第2回 かわいい甲子園ドラフト会議（『ちょいとマスカット!』第8回放送）以降のユニット編成
- 麻美ハツラツ女子短大付属高校
  - 麻美・吉沢・希崎・芝田・西野・阿川・小川・桜花・りさ

- Rioかわいいハイスクール
  - Rio・桜木・瑠川・林田・織井・凛々果・果穂・藤崎・蒼井

- 初音かわいい水産高校
  - 初音・希志・山中・永瀬・KONAN・一条・栗林・安藤

### OECURA MAMBOでのユニット
2ndシングルCD「OECURA MAMBO」において編成されたユニット。各ユニットごとの全3パターンのCDバージョンが用意されており・それぞれに「OECURA MAMBO」の別バージョンが収録されている。
- teamマ
  - 麻美・山中・児玉・栗林・桜木・瑠川・小川
- teamン
  - 吉沢・西野・凛々果・りさ・希崎・希志・一条・永瀬
- teamボ
  - Rio・安藤・芝田・桜花・初音・果穂・織井・林田

UPCH-89071（初回盤A）
LACM-4836（通常盤）

## ディスコグラフィ
発売元はユニバーサルミュージック・ポニーキャニオン。

### シングル
| 枚  | 発売日         | タイトル                                                     | 規格品番                                                                                           | 最高位 | 備考 |
| --- | -------------- | ------------------------------------------------------------ | -------------------------------------------------------------------------------------------------- | ------ | ---- |
| 1st | 2010年2月17日  | バナナ・マンゴー・ハイスクール／12の34で泣いて with 涙四姉妹 | UPCH-89071（初回盤A） UPCH-89072（初回盤B） UPCH-89073（初回盤C） UPCH-80164（通常盤）             | 8位    |      |
| 2nd | 2010年7月7日   | OECURA MAMBO／私マンボー                                     | UPCH-80194（type A） UPCH-80195（type B） UPCH-80196（type C）                                     | 14位   |      |
| 3rd | 2010年12月8日  | チヨコレイト／かわいい甲子園                                 | UPCH-80213（type A） UPCH-80214（type B） UPCH-80215（type C）                                     | 17位   |      |
| 4th | 2011年3月16日  | スプリングホリデー／口ゲンカしないで♪                        | UPCH-80227（type A） UPCH-80228（type B） UPCH-80229（type C）                                     | 28位   |      |
| 5th | 2011年10月12日 | ロッポンポン☆ファンタジー                                    | UPCH-89107（期間限定盤） UPCH-80254（通常盤） UPCH-89108（スペシャルプライス盤）                   | 8位    |      |
| 6th | 2012年3月28日  | ハニーとラップ♪                                              | PCCA-03584（type A） PCCA-03585（type B） PCCA-03586（type C） PCCA-70327（通常盤）                | 13位   |      |
| 7th | 2012年6月27日  | 親不孝ベイベー                                               | PCCA-03619（初回限定盤A） PCCA-03620（初回限定盤B） PCCA-03621（初回限定盤C） PCCA-70332（通常盤） | 8位    |      |
| 8th | 2012年10月31日 | 逆走♡アイドル                                                | PCCA-03705（初回限定盤A） PCCA-03706（初回限定盤B） PCCA-30707（初回限定盤C） PCCA-70345（通常盤） | 7位    |      |
| 9th | 2013年3月6日   | ABAYO                                                        | PCCA-03799（初回限定盤） PCCA-70362（通常盤）                                                      | 22位   |      |

- 7thシングルより、センターポジション制を導入。

### アルバム
| 枚  | 発売日        | タイトル                                                                        | 規格品番                                                                            | 最高位 | 備考 |
| --- | ------------- | ------------------------------------------------------------------------------- | ----------------------------------------------------------------------------------- | ------ | ---- |
| 1st | 2011年5月25日 | ザ マスカッツ〜ハリウッドからこんにちは〜                                       | UPCH-29068（初回限定盤） UPCH-20229（通常盤）                                       | 17位   |      |
| 2nd | 2013年4月3日  | 卒業アルバム                                                                    | PCCA-03811（超豪華盤） PCCA-03812（豪華盤） PCCA-03813（通常盤）                    | 8位    |      |
|     | 2022年8月10日 | 10th ANNIVERSARY スマイル 10th ANNIVERSARY セクシー 10th ANNIVERSARY レインボー | MUCD-1493（通常盤 Type A） MUCD-1494（通常盤 Type B） MUCD-8168/9（初回限定盤 2CD） |        |      |

## 映像作品
「恵比寿マスカッツ」としての作品のみ掲載。

### 番組DVD
| 枚   | 発売日         | タイトル                                                                 | 規格品番   |
| ---- | -------------- | ------------------------------------------------------------------------ | ---------- |
| 1st  | 2009年12月2日  | おねがい!マスカット アハハ編                                             | PCBE12459  |
| 2nd  | 2010年1月6日   | おねがい!マスカット ウフフ編                                             | PCBE12460  |
| 3rd  | 2010年7月21日  | おねだり!!マスカット エへへ編                                            | PCBE12478  |
| 4th  | 2010年9月1日   | おねだり!!マスカット オホホ編                                            | PCBE12479  |
| 5th  | 2010年10月20日 | おねだり!!マスカット キャハハ編                                          | PCBE12480  |
| 6th  | 2011年7月20日  | 業界ＬＯＶＥＳＴＯＲＹ〜だからテレビはおもしろい〜ディレクターズカット版 | PCBP52200  |
| 7th  | 2011年11月2日  | ちょいと!マスカット クゥクク編                                           | PCBE12482  |
| 8th  | 2011年12月21日 | おねだりマスカットDX! ガハハ編                                           | PCBE12483  |
| 9th  | 2012年3月7日   | おねだりマスカットDX! ケケケ編                                           | PCBE12484  |
| 10th | 2013年12月18日 | おねマスDVD5年熟成最強幕の内弁当〜おいしいところ全部入り〜               | PCBE-63369 |

### 音楽DVD
| 枚  | 発売日        | タイトル                                                      | 規格品番     |
| --- | ------------- | ------------------------------------------------------------- | ------------ |
| 1st | 2010年12月8日 | 恵比寿マスカッツ殺人事件〜歌って踊って殺されて〜THE 1st STAGE | UPBH-20061/2 |
| 2nd | 2011年12月7日 | 恵比寿マスカッツ全国CAMP『そうだ!みんなで野音に行こう』       | UPBH20092/3  |
| 3rd | 2013年7月31日 | 恵比寿マスカッツ卒業式『女の花道』〜伝説の解散コンサート〜    | PCBE-11989   |

## ライブ
「恵比寿マスカッツ・PTA」としての活動のみ掲載。

### ワンマン
- 1日限りのCDデビュープレミアムイベント[12]（2010年2月20日、代官山UNIT）
- 1stコンサート 恵比寿マスカッツ殺人事件〜歌って踊って殺されて〜 [13]（2010年7月10日、SHIBUYA-AX）
- DMM.com presents『にやにや修学旅行in東京/大阪〜バナナはおやつじゃないよ 2010冬〜』[14]（12月5日 Zepp Osaka、12月9日 Zepp Tokyo）
- ＜第一弾＞全国CAMP『そうだ! いろんなトコ行こう』（2011年5月21日 - 6月5日、東京・大阪・兵庫・愛知・静岡）
- 1stアルバム発売記念『そうだ! タワレコ行こう』（2011年6月2日、タワーレコード渋谷店）
- 3rdコンサート振替公演『そうだ! みんなで野音に行こう』[15]（2011年7月2日、日比谷野外音楽堂）
- ＜第二弾＞全国CAMP『そうだ! いろんなトコ行こう』（2011年9月4日 - 10月23日、さいたま新都心・札幌・長野・高崎・鹿児島・熊本・福岡・横浜・京都・滋賀）
- アジアツアー『そうだ! 香港に行こう』（2011年11月15日、香港・九龍湾国際展貿中心 STAR HALL）
- アジアツアー凱旋公演『そうだ! みんなで中野サンプラザに行こう』[16]（2011年12月10日、中野サンプラザ）
- シークレットLIVE『アッキーのチョコレートParty』[17] [18]（2012年2月11日、CHELSEA HOTEL）
- コンサートツアー2012『そうだ! やっぱり渋谷公会堂に行こう』[19]（2012年3月31日、渋谷公会堂）
- ファン感謝祭『麻美ゆまの涙のリサイタルin東京キネマ倶楽部』（2012年5月6日、東京キネマ倶楽部）
- ＜第三弾＞全国CAMP『そうだ！いろんなトコ行こう』（2012年5月12日 - 6月17日、新潟・熊谷・宇都宮・仙台・名古屋・金沢・岡山・高松・大阪・東京）
- 『親不孝ベイベー』リリース記念イベント（2012年6月30日、タワーレコード渋谷店）
- 『親不孝ベイベー』リリース記念ごめんね会in東京（2012年7月1日、お台場ヴィーナスフォート）
- 第一回ファンの集い『あなたとマスカッツのハプニングLIVE in恵比寿』[20]（2012年8月18日、恵比寿LIQUIDROOM）
- 『逆走♡アイドル』リリース記念イベント『ミニライブの後で、あなたとマスカッツで記念撮影大会しようね!!』（2012年10月6日 - 10月13日、秋葉原ソフマップ）
- コンサートツアー2012『逆走 アイドル ハイオク満タン!!』（2012年10月14日 - 10月28日、渋谷・大阪・名古屋）
- 『逆走♡アイドル』リリース記念イベント最後のお願い会inお台場（2012年11月3日、お台場ヴィーナスフォート）
- 『逆走♡アイドル』リリース記念イベント本当に最後のお願い会in池袋（2012年11月4日、池袋サンシャインシティ）
- クリスマスLIVE『X'mas Rock'n Roll Night〜裸のまんまで出でおいで〜』（2012年12月16日、中野サンプラザ）
- アジアツアー『LIVE in SINGAPORE』（2013年1月17日、The Star Theater）
- シークレットLIVE『第二回アッキーのチョコレートParty』（2013年2月14日、六本木morph-tokyo）
- 解散全国ツアー2013『ABAYO』(^0^)/~（2013年2月9日 - 3月31日、横浜・新潟・長野・札幌・仙台・水戸・岡山・広島・福岡・熊本・鹿児島・金沢・名古屋・大阪）
- 解散コンサート『女の花道』[21]（2013年4月6日・4月7日、舞浜アンフィシアター）

### ワンマン以外・イベント
- おねがい!マスカット アハハ編発売記念イベント (2009年12月5日、ポニーキャニオン・イベントスペース)
- おねがい!マスカット　ウフフ編発売記念イベント (2010年1月30日、発明会館ホール)
- サマーソニック2010[22](2010年8月7日、幕張メッセ）
- 『RIVER NATION vol.1』(2010年8月29日、道頓堀)
- おねだり!!マスカット エへへ編発売記念イベント (2010年9月5日、全電通ホール)
- おねだり!!マスカット オホホ編発売記念イベント (2010年10月16日、ニッショーホール)
- WOOFIN'NIGHT@ageHa（2011年7月29日、新木場ageHa）
- 氣志團Presents『極東ロックンロール・ハイスクール〜100%男女交際!!〜氣志團vs恵比寿マスカッツ』[23]（2011年9月15日、SHIBUYA-AX）
- ちょいと!マスカット クゥクク編発売記念イベント[24](2011年12月17日、発明会館ホール)
- おねだりマスカットDX! ガハハ編発売記念イベント (2012年2月11日、発明会館ホール)
- 『真夜中は別の顔×Camy!Bar』（2012年2月17日・6月30日・10月7日、ArcH）
- D1 GRND PRIX『2012GRAN TURISMO D1 GRAND PRIX Rund1 TOKYO DRFTinODAIBA』（2012年4月14日、お台場NOP地区）
- ニコニコ超会議2012（2012年4月29日、幕張メッセ）
- 『CRおねだり!マスカット』プレス発表会[25](2012年7月9日、ヴィ・ビジョンスタジオ)
- OCEAN SEXY LIVE (2012年7月17日、尼崎競艇場)
- 『Tシャツぐちょぐちょ真夏の大運動会』 (2012年8月6日、福生市中央体育館)
- ヤングアニマル20祭（2012年8月26日、ベルサール秋葉原）[26]
- ANIME FAIR KANSAI 2012（2012年9月9日、神戸コンベンションセンター）
- 早稲田祭2012　Age×恵比寿マスカッツ（2012年11月4日、早稲田大学)
- NAGOYA IDOL STYEL 2013〜新年アイドルまつりin名古屋〜（2013年1月27日、club OZON）
- 『ポニーキャニオン　アクション映画ブルーレイ＆DVDキャンペーン』の応援団就任（2013年2月17日）[27]
- 恵比寿マスカッツ×新宿TSUTAYA1日限りの“新宿マスカッツ” (2013年3月23日、YAMANO HOLL)
- MONSTER SUPECIAL 〜恵比寿マスカッツ in the house〜（2013年3月23日、club HARLEM)
- 緊急決定!卒業記念個人撮影会 (2013年3月24日、ポニーキャニオン本社)

### 解散後の参加イベント・ライブ
- 真夜中は別の顔Presents そうだ!恵比寿マスカッツは伝説だ!〜最初で最後の、新宿2丁目恵比寿マスカッツ祭〜（2013年9月23日、AiSOTOPE LOUNGE）
- 大久保佳代子緊急おねマスディナーショー (2013年12月28日、時事通信ホール)
- 蒼そらフェス~屋内だけど~（2014年10月5日、新宿BLAZE）
- 『“パチスロ恵比寿マスカッツ”お披露目バレンタインキャンペーン発表会』[28] (2017年2月14日、ニューギン上野ビル)
- "starting over" ~瑠川リナlast birthday~[29]（2017年2月23日、六本木morph-tokyo）
- 蒼井そら15周年大パーティー!~沢山の豪華ゲストと公開大同窓会パーリィー! (2017年6月10日、東京カルチャーカルチャー)
- 恵比寿★マスカッツ喜怒愛楽ツアー『全国イク行く~♡』[30](2017年6月20日、恵比寿LIQUIDROOM)
- 『恵比寿マスカッツ 1.5 初ライブ ラブホ街の悪夢』 （2017年12月29日、TSUTAYA O-EAST）
- 『恵比寿マスカッツ 1.5 おかげサマーツアー』 (2018年8月24日、TSUTAYA O-EAST)
- 『おとなのアイドルライブ』 (2018年9月23日、Space emo 池袋）
- 『幕張エンターテイメントLIVE~ネタに、ダンスに、コーナーに~』　（2018年12月11日、よしもと幕張イオンモール劇場）
- イチゴいちご姫present's『復活 ! 苺祭り2 2019冬 in 大阪』 (2019年2月11日、心斎橋FootRock&BEERS)
- 『恵比寿マスカッツ サマーCAMP2019 夏だバカヤロー!!コマネチ!ツアー!』（2019年7月27日・28日、Shibuya O-WEST）
- 『FANZA presents 1300人集めて ILove YOU』 (2019年12月27日、CLUB CITTA')
- 『恵比寿マスカッツ LUCKY7ライブ 恵比寿マスカッツvsマッコイ斉藤 緊急ホームルーム』 (2022年3月31日、恵比寿リキッドルーム)
- 『恵比寿マスカッツ10周年記念ライブ〜オールスター大感謝祭〜』(2022年5月25日、EX THEATER ROPPONGI)
- 『第2世代 恵比寿マスカッツ 真夏の卒業式』(2022年8月13日、恵比寿ザ・ガーデンホール)

## メディア
「恵比寿マスカッツ・PTA」としての活動のみ掲載。

### レギュラー

#### テレビ番組
- おねがい!マスカット（2008年4月7日 - 2009年3月30日、テレビ東京）
- おねだり!!マスカット（2009年4月6日 - 2010年3月29日、テレビ東京）
- ちょいとマスカット!（2010年4月7日 - 2010年9月29日、テレビ東京）
- おねだりマスカットDX!（2010年10月6日 - 2011年9月28日、テレビ東京）
- おねだりマスカットSP!（2011年10月5日 - 2013年3月30日、テレビ東京）
- 恵比寿マスカッツ横丁! (2017年10月4日 - 2017年12月27日 、テレビ東京)
- 恵比寿マスカッツのすぽスポSPORTS (2018年7月11日・7月25日、BSスカパー!) - 吉沢

#### ラジオ番組
- 恵比寿マスカッツのRADIOもおねだりマスカット（2012年5月2日 - 6月27日、InterFM）
- 恵比寿マスカッツの生でABAYO（2013年3月24日、文化放送）

#### インターネット放送・配信
- 裏マスカッツ（2010年12月9日 - 2011年5月23日、恵比寿マスカッツch、DMM.com）
- 金曜の8時恵比寿 みんなでマスカットーク!（2011年8月5日 - 2012年4月27日、恵比寿マスカッツch、DMM.com）
- 恵比寿マスカッツ 1.5 真夜中のワイドショー (2017年11月9日 - 2018年1月25日・12月20日、AbemaTV)

1. PTAメンバーの最終レギュラー出演
2. 吉沢・篠原

- 恵比寿マスカッツ 真夜中の運動会

(2019年10月1日 - 2021年3月2日、AbemaTV)
- おねうち!!!マスカット (2022年5月20日 -7月29日 、AbemaTV)

#### 特別番組
- 恵比寿マスカッツ 『そうだ！やっぱり超会議に行こう!(仮)』直前SP (2012年4月17日、ニコニコ生放送)
希志・麻美・初音・小川・安藤・永作・小倉・果穂
- 恵比寿マスカッツ ZeppTokyo直前スペシャル @そうだ親不孝で行こう!(仮) (2012年6月14日、ニコニコ生放送)
希志・麻美・Rio・西野・小川・初音・永作・えな・山口・瑠川・山中・栗山・篠原

### ミュージックビデオ
- DJ OZMA「珍魂歌」(2011年)
麻美・小川・川村・栗山・佐山・西野・山口

### パチンコ・パチスロ
- CRおねだり!マスカット（2012年、サンセイR&D）
蒼井・麻美・吉沢・Rio・小川・安藤・りか・佐山・りさ・桜木・希崎・山口・小倉・果穂・瑠川
- パチスロ恵比寿マスカッツ[31]（2017年、EXCITE）
蒼井・吉沢・麻美・希志・小川・初音・西野・りか・安藤・希崎・桜木・永作・小倉・果穂・瑠川・栗山・里美・坂本

## その他
- ファンクラブスタッフ：川崎達哉、小林千絵、高橋慎吾、藤岡雅也、保延英治